# Anders Eldeman

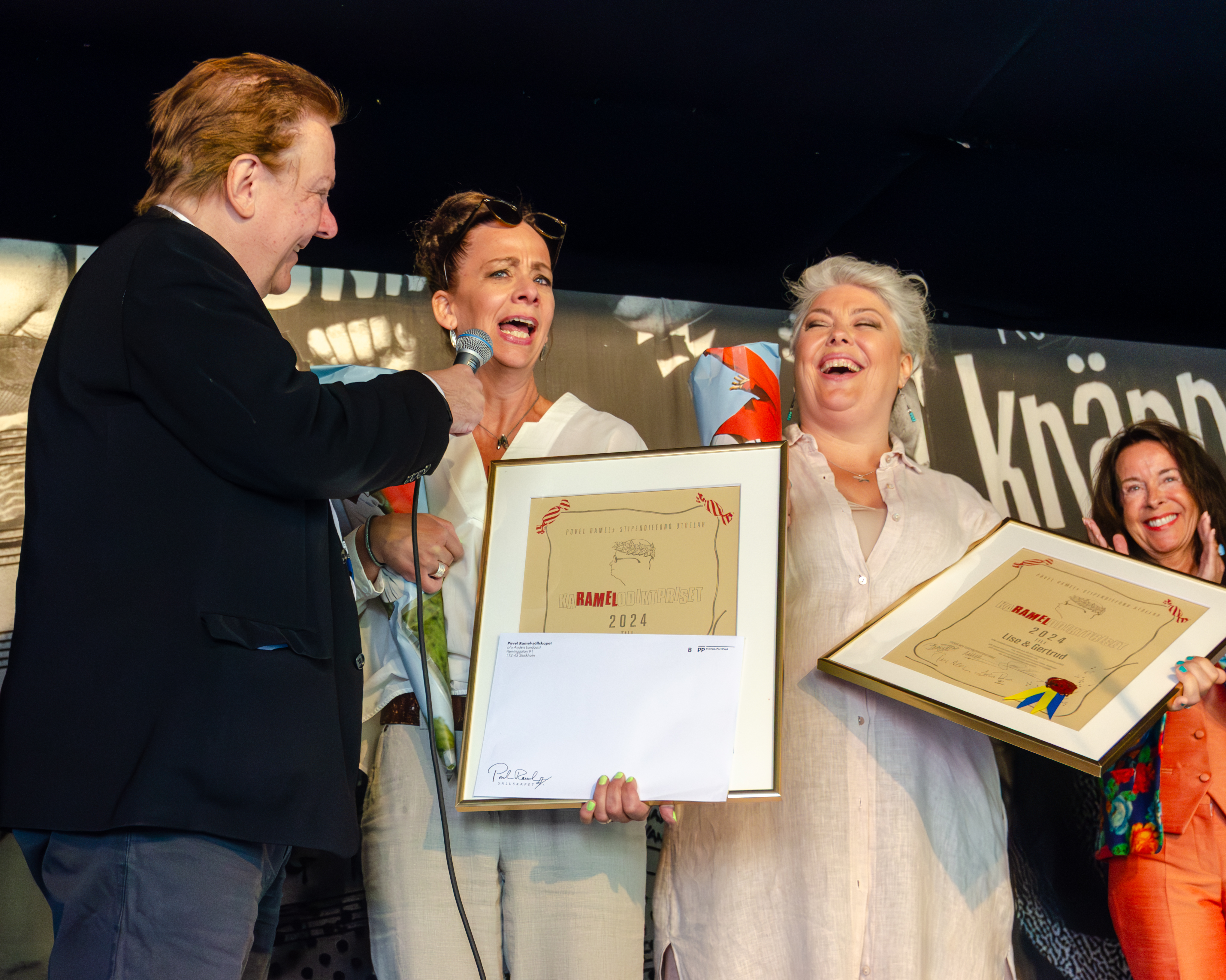
Anders Elderman intervjuar Lise & Gertrud efter att de tilldelats Karamelodiktstipendiet 2024 vid en utdelning i Lasse i Parken i Stockholm. I bakgrunden Lotta Ramel.

Anders Eldeman, folkbokförd som Nils Anders Michael von Bahr, född 25 december 1960 i Hässelby församling i Stockholm, är en svensk skivsamlare och före detta programledare vid Sveriges Radio. Mellan 1996 och 2022 ledde han radioprogrammet Melodikrysset och mellan år 2000 och 2022 ledde han Da capo.

## Biografi

### Privatliv
Eldeman föddes som son till skådespelaren Ewert Ellman (egentligen Eldeman) (1924–1977) och förskolläraren Kate Eldeman, född Nilsson, senare von Bahr (1937–2012). Eldeman heter som privatperson Anders von Bahr efter att som vuxen ha blivit adopterad av sin mors andra make, journalisten Björn von Bahr (1935–2014), som modern gifte sig med 1989. 
Eldeman är mycket aktiv i ordenssällskapen Teaterorden TSO samt Sällskapet Stallbröderna där han invaldes 1992 med "hästnamnet" Eterman, syftande på arbetet i etermedia. I flera år satt han också med i Stallbrödernas styrelse. Han är också ordförande i Povel Ramel-sällskapet.

### Verksamhet
Eldeman ledde radioprogrammen Melodikrysset mellan 1996 och 2022 och Da Capo mellan 2000 och 2022, båda i Sveriges Radio P4. I P2 ledde han mellan januari 2009 och januari 2012 programmet Eldeman i P2.
Han har tidigare sänt det egna radioprogrammet Eldemans Blandning (1989–1996) och gjort kortare inhopp som programledare i jazz- och underhållningsprogrammet Seniorpuls i Sveriges Radio Stockholm. 1993 medverkade Eldeman med inslag om film och Melodifestivalen i två säsonger Sveriges Televisions Hemma, ett direktsänt eftermiddagsprogram lett av Ingela Agardh. Det ledde till arbete på TV4 med lotteriinslag i Renée Nybergs program Stora famnen samt den direktsända sommarsatsningen Sommarvågen 1994. Programmet hade tre programledare; Annika Jankell, Anders S. Nilsson samt Eldeman, och sände underhållning från fartyget Blå Marité från tio svenska hamnar. Vidare TV-arbete inkluderar två säsonger (1997–1998) av TV-tävlingsprogrammet Det vete katten i Sveriges Television
Den 31 maj 2022 meddelade Eldeman att han skulle lämna Sveriges Radio, och därmed sluta som programledare för både Melodikrysset och Da Capo.

## Skivsamling
Eldeman är en hängiven skivsamlare med en samling på omkring 100-150 000 skivor, vilket möjligen gör den till Europas största privata skivsamling. Skivsamlingens förre ägare var Lars-Göran Frisk.

## Utmärkelser
- Anders Eldeman blev utsedd till Filipstads ambassadör under "Oxhälja" marknad 2006. Sedan 1991 koras varje år en Filipstadsambassadör som får uppdraget att marknadsföra kommunen. Det är "Filipstadsföretag i samverkan" som i samråd med kommunen utser ambassadören.
- År 2007 mottog Eldeman Lasse Dahlquist-stipendiet för sin gärning för svensk populärmusik.
- Det årliga Zarah Leander-stipendiet (instiftat 2008) utsåg 2011 Eldeman till stipendiat med motiveringen: "Anders Eldeman tilldelas 2011 års Zarah Leanderstipendium för sitt engagemang för det svenska musikarvet. Som programledare för publiksuccéerna Melodikrysset och Da Capo i Sveriges Radio har han delat med sig av sin kunskap om svenska musikskatter och väckt intresse och nyfikenhet hos en miljonpublik i alla åldrar. Anders Eldeman är därmed en av dem som mest har bidragit till att Zarah Leanders artistiska och musikaliska arv förts vidare under 2000-talet, till glädje för musikälskare i alla åldrar."
- År 2012 invaldes Eldeman som Hedersmedlem i Jules Sylvain-sällskapet.
- Anders Eldeman är sedan grundandet 2008 ordförande i Povel Ramel-sällskapet som bland annat delar ut det årliga Karamelodiktstipendiet.[8]